# 寺田椿
寺田 椿（てらだ つばき、1979年10月13日 - ）は、日本のファッションモデル・タレント。大阪府豊中市出身。エトレンヌ所属。
「ef」「美的」「Colorful」「Style」など多くの女性誌においてモデルとして活躍し、CMやテレビ番組にも多数出演している。ショートカットのヘアスタイルと舌足らずなしゃべりが人気である。

## 現在出演中の作品

### CM
- 花王「アタックバイオジェル」
- 明治乳業「明治北海道十勝スマートチーズ」　中村さくらと共演
- 小田急グループ「新宿テラスシティ」
- 「ニュートロジーナ」
- キスミーフェルム「プルーフブライトルージュ」

## 過去に出演した主な作品

### CM
- J-PHONE 企業CM
- NTTコミュニケーションズ「ガッチャマン篇」
- 東京ディズニーランド「15周年スターライト・マジック体感篇」
- NTT東日本「フレッツ」
- ネスレ日本「Vittel」
- スズキ「ワゴンR」　『RR篇』　（2002年）美香と共演。
- 日本ケロッグ「玄米フレーク」
- ポリドールスピッツ アルバム「ハヤブサ」
- ユニ・チャーム「ソフィ・ボディピース」
- キリン「チューハイ・氷結」
- ユニリーバ・ジャパン「Dove」
- チバビジョン「フォーカス・デイリーズ」
- 松下電器産業「新・フィルターお掃除ロボットエアコン」、「ビエラにリンク!」

### テレビ番組
- SCENE（東京MXテレビ）
- テレバイダー（同）
- テレブリッド(2008年5月30日・7月25日、BS11デジタル)

### インターネット番組
- イグザンプラー（アンカーウーマン）

### その他
- grasshopper ショートムービー「山岡先生」
- Smap Short Films「菅原さん」